# Батлава (Подујево)
Батлава (алб. Batllavë) је насељено место у општини Подујево, Косово и Метохија, Република Србија. Налази се на истоименој реци, на којој је подигнута брана којом је направљено Батлавско језеро.
Овде се налазе Рушевине цркве Свете Огњене Марије.

## Демографија
| Етнички састав према попису из 1981.‍ | Етнички састав према попису из 1981.‍ | Етнички састав према попису из 1981.‍ | Етнички састав према попису из 1981.‍ | Етнички састав према попису из 1981.‍ |
| ------------------------------------ | ------------------------------------ | ------------------------------------ | ------------------------------------ | ------------------------------------ |
|                                      |                                      |                                      |                                      |                                      |
| Албанци                              | Албанци                              |                                      | 1.824                                | 98,12%                               |
| Срби                                 | Срби                                 |                                      | 34                                   | 1,83%                                |
| Муслимани                            | Муслимани                            |                                      | 1                                    | 0,06%                                |

| Демографија | Демографија | Демографија |
| Година      | Становника  | Становника  |
| ----------- | ----------- | ----------- |
| 1948.       | 1.006       |             |
| 1953.       | 1.086       |             |
| 1961.       | 1.355       |             |
| 1971.       | 1.470       |             |
| 1981.       | 1.882       |             |
| 1991.       | 2.245       |             |